# Lee Tae-ran
Lee Tae-ran (en hangul, 이태란; en hanja, 李泰蘭; Yeonggwang, 25 de marzo de 1975) es una actriz surcoreana, conocida por sus papeles en dramas como Yellow Handkerchief, My Rosy Life, Famous Princesses y Wang's Family.

## Filmografía

### Series
| Año  | Título                               | Papel               | Canal                       | Ref.   |
| ---- | ------------------------------------ | ------------------- | --------------------------- | ------ |
| 1997 | The Brothers' River                  | debut en televisión |                             | [ 5 ]  |
| 1997 | Over the Horizon                     | Cho Soo-hee         | SBS                         |        |
| 1998 | Fascinate My Heart                   | Eun Hee-soo         | SBS                         |        |
| 1998 | Seven Brides                         |                     |                             |        |
| 1999 | Love Now                             | Jang Hye-ji         | SBS                         |        |
| 1999 | Goodbye My Love                      | Choi Hee-jung       | MBC                         |        |
| 1999 | Days of Delight                      | Goo Yoo-jung        | MBC                         |        |
| 2000 | Soonpoong Clinic                     | Oh Tae-ran          | SBS                         |        |
| 2000 | More than Love                       | Seo Hee-joo         | MBC                         |        |
| 2000 | All Above Eve                        | cameo               |                             |        |
| 2001 | Hong Guk Young                       | Ms Seo              | MBC                         |        |
| 2001 | Navy                                 | Park So-yeon        | MBC                         |        |
| 2001 | How Should I Be                      | Yoo Ri              | MBC                         |        |
| 2001 | Modern Family                        | Park Yeon-hee       | CCTV&MBC                    | [ 6 ]  |
| 2002 | Who's My Love                        | Lee Ha-na           | KBS2                        |        |
| 2003 | Yellow Handkerchief                  | Yoon Ja-young       | KBS1                        |        |
| 2003 | Long Live Love                       | Lee Min-joo         | SBS                         |        |
| 2004 | The Woman Who Wants to Marry         | Jin Soon-ae         | MBC                         |        |
| 2005 | Best Mother                          | Yoon So-young       | SBS                         |        |
| 2005 | My Rosy Life                         | Maeng Young-yi      | KBS2                        |        |
| 2006 | Famous Princesses                    | Na Seol-chil        | KBS2                        |        |
| 2007 | Several Questions That Make Us Happy | cameo               |                             |        |
| 2008 | My Precious You                      | Jang In-ho          | KBS2                        | [ 7 ]  |
| 2010 | Legend of the Patriots               | Lee Soo-kyung       | KBS1                        | [ 8 ]  |
| 2010 | The Lure of Cloud                    | Shu Lin             | Hunan Television            | [ 9 ]  |
| 2011 | Di Jin                               | Jin Yuan            | Shanghai East Movie Channel | [ 10 ] |
| 2012 | A Wife's Credentials                 | Hong Ji-sun         | jTBC                        |        |
| 2012 | For the Sake of Beauty               | Han Yingzhu         | Zhejiang Television         | [ 11 ] |
| 2013 | The Way We Were                      | Kazuko Miura        | Post-production             | [ 12 ] |
| 2013 | Goddess of Marriage                  | Hong Hye-jung       | SBS                         |        |
| 2013 | Wang's Family                        | Wang Ho-bak         | KBS2                        |        |
| 2015 | Make a Woman Cry                     | Choi Hong-ran       | MBC                         |        |
| 2018 | Sky Castle                           | Lee Soo-im          | jTBC                        | [ 13 ] |
| 2023 | Delightfully Deceitful               | Jang Kyung-ja       | tvN                         | [ 14 ] |

### Cine
| Año  | Título              | Papel             |
| ---- | ------------------- | ----------------- |
| 1997 | Story of A Man      | Hee-kyung         |
| 2006 | My Boss, My Teacher | hermana de Mi-ran |
| 2007 | Love Exposure       | Yoon Hee-soo      |
| 2013 | My Boy              | madre de I-cheon  |
| 2015 | Granny's Got Talent | Mi-hee            |
| 2015 | Helios              | Yoon Hee-seon     |
| 2015 | Twenty Again        | Min-ha            |

### Teatro
| Año  | Título          | Papel | Notas   |
| ---- | --------------- | ----- | ------- |
| 2004 | Educando a Rita | Rita  | comedia |